# Circonscription électorale de Hokkaidō
La circonscription électorale de Hokkaidō (北海道選挙区, Hokkaidō senkyo-ku) est une subdivision électorale de la Chambre des conseillers du Japon, représentant la préfecture de Hokkaidō. Six conseillers y sont élus selon la méthode du vote unique non transférable.

## Conseillers
| Série 1                                                        | Série 1                                                        | Série 1                         | Série 1                         | Série 1                         | Série 1                         | Série 1                         | Série 1                         | Élection                     | Série 2                          | Série 2                          | Série 2                         | Série 2                         | Série 2                         | Série 2                         | Série 2                         | Série 2                          |
| 1er (1947 : 1er, mandat de 6 ans) (1950 : 5e, mandat de 3 ans) | 1er (1947 : 1er, mandat de 6 ans) (1950 : 5e, mandat de 3 ans) | 2e (1947 : 2e, mandat de 6 ans) | 2e (1947 : 2e, mandat de 6 ans) | 3e (1947 : 3e, mandat de 6 ans) | 3e (1947 : 3e, mandat de 6 ans) | 4e (1947 : 4e, mandat de 6 ans) | 4e (1947 : 4e, mandat de 6 ans) | Élection                     | 1er (1947 : 5e, mandat de 3 ans) | 1er (1947 : 5e, mandat de 3 ans) | 2e (1947 : 6e, mandat de 3 ans) | 2e (1947 : 6e, mandat de 3 ans) | 3e (1947 : 7e, mandat de 3 ans) | 3e (1947 : 7e, mandat de 3 ans) | 4e (1947 : 8e, mandat de 3 ans) | 4e (1947 : 8e, mandat de 3 ans)  |
| -------------------------------------------------------------- | -------------------------------------------------------------- | ------------------------------- | ------------------------------- | ------------------------------- | ------------------------------- | ------------------------------- | ------------------------------- | ---------------------------- | -------------------------------- | -------------------------------- | ------------------------------- | ------------------------------- | ------------------------------- | ------------------------------- | ------------------------------- | -------------------------------- |
|                                                                | Junsuke Itaya (ja) (PLJ)                                       |                                 | Sueji Hori (ja) (Ind.)          |                                 | Makoto Chiba (ja) (PSJ)         |                                 | Misao Kaga (ja) (Ind.)          | 1947                         |                                  | Katsuzō Wakaki (ja) (Ind.)       |                                 | Gengo Kinoshita (ja) (PSJ)      |                                 | Hirotaka Machimura (ja) (Ind.)  |                                 | Yonesaburō Kobayashi (ja) (Ind.) |
|                                                                | Eiji Arima (ja) (PDP)                                          | 1950 ,                          | Sueji Hori (ja) (Ind.)          |                                 | Makoto Chiba (ja) (PSJ)         | Gengo Kinoshita (PSJ)           | Misao Kaga (ja) (Ind.)          |                              | Takashi Azuma (ja) (PCP)         |                                  | Katsuzō Wakaki (PSJ)            |                                 | Sadayoshi Matsuura (ja) (PCP)   |                                 |                                 |                                  |
|                                                                | Makoto Chiba (PSJ de gauche)                                   |                                 | Katsutarō Kita (ja) (Ind.)      |                                 | Sueji Hori (PL)                 | Gengo Kinoshita (PSJ)           |                                 | Eiji Arima (Kaishintō)       | Takashi Azuma (ja) (PCP)         | 1953                             | Katsuzō Wakaki (PSJ)            |                                 | Sadayoshi Matsuura (ja) (PCP)   |                                 |                                 |                                  |
| 1956                                                           | Makoto Chiba (PSJ de gauche)                                   |                                 | Katsutarō Kita (ja) (Ind.)      | Hidetoshi Tomabechi (ja) (PLD)  | Sueji Hori (PL)                 |                                 | Tadashi Ōya (ja) (PSJ)          | Eiji Arima (Kaishintō)       | Takashi Azuma (PSJ)              |                                  | Shin'ichi Nishida (ja) (PLD)    |                                 |                                 |                                 |                                 |                                  |
|                                                                | Isao Yoneta (ja) (PSJ)                                         |                                 | Sueji Hori (PLD)                | Hidetoshi Tomabechi (ja) (PLD)  |                                 | Ihei Ikawa (ja) (PLD)           | Tadashi Ōya (ja) (PSJ)          |                              | Takashi Azuma (PSJ)              | Makoto Chiba (PSJ)               | Shin'ichi Nishida (ja) (PLD)    | 1959                            |                                 |                                 |                                 |                                  |
| 1962                                                           | Isao Yoneta (ja) (PSJ)                                         |                                 | Sueji Hori (PLD)                | Tadashi Ōya (PSJ)               |                                 | Ihei Ikawa (ja) (PLD)           | Tokuichi Kobayashi (ja) (Ind.)  | Chūzaburō Yoshida (ja) (PSJ) |                                  | Makoto Chiba (PSJ)               | Shin'ichi Nishida (ja) (PLD)    |                                 |                                 |                                 |                                 |                                  |
| Seiichi Kawamura (ja) (PSJ)                                    | Ihei Ikawa (PLD)                                               | Yūnosuke Takahashi (ja) (PLD)   | Genshō Takeda (ja) (PSJ)        | Tadashi Ōya (PSJ)               | 1965                            |                                 | Tokuichi Kobayashi (ja) (Ind.)  | Chūzaburō Yoshida (ja) (PSJ) |                                  |                                  | Shin'ichi Nishida (ja) (PLD)    |                                 |                                 |                                 |                                 |                                  |
| Seiichi Kawamura (ja) (PSJ)                                    | Ihei Ikawa (PLD)                                               | Yūnosuke Takahashi (ja) (PLD)   | Genshō Takeda (ja) (PSJ)        | Tadashi Ōya (PSJ)               | 1968                            |                                 | Yōichi Kawaguchi (ja) (PLD)     |                              | Shin'ichi Nishida (PLD)          |                                  | Chūzaburō Yoshida (PSJ)         |                                 |                                 |                                 |                                 |                                  |
|                                                                | Yūnosuke Takahashi (PLD)                                       |                                 | Seiichi Kawamura (PSJ)          | Tadashi Ōya (PSJ)               |                                 | Genshō Takeda (PSJ)             | Yōichi Kawaguchi (ja) (PLD)     |                              | Shin'ichi Nishida (PLD)          | Masaichi Iwamoto (ja) (PLD)      | Chūzaburō Yoshida (PSJ)         | 1971                            |                                 |                                 |                                 |                                  |
| 1974                                                           | Yūnosuke Takahashi (PLD)                                       |                                 | Seiichi Kawamura (PSJ)          | Sadako Ogasawara (ja) (PCJ)     |                                 | Genshō Takeda (PSJ)             | Chūzaburō Yoshida (PSJ)         |                              | Takakatsu Tsushima (ja) (PSJ)    | Masaichi Iwamoto (ja) (PLD)      |                                 | Takehiko Aizawa (ja) (Kōmeitō)  |                                 |                                 |                                 |                                  |
| Shūji Kita (ja) (PLD)                                          |                                                                | Keiichi Nakamura (ja) (PLD)     | Kaneyasu Marutani (ja) (PSJ)    | Sadako Ogasawara (ja) (PCJ)     |                                 | Seiichi Kawamura (PSJ)          | Chūzaburō Yoshida (PSJ)         | 1977                         | Takakatsu Tsushima (ja) (PSJ)    |                                  |                                 | Takehiko Aizawa (ja) (Kōmeitō)  |                                 |                                 |                                 |                                  |
| Shūji Kita (ja) (PLD)                                          | 1980                                                           | Keiichi Nakamura (ja) (PLD)     | Kaneyasu Marutani (ja) (PSJ)    |                                 | Masaaki Takagi (ja) (PLD)       | Seiichi Kawamura (PSJ)          |                                 | Masamitsu Iwamoto (ja) (PLD) | Takakatsu Tsushima (ja) (PSJ)    |                                  | Sadako Ogasawara (PCJ)          |                                 |                                 |                                 |                                 |                                  |
| Shūji Kita (ja) (PLD)                                          |                                                                | Hisamitsu Sugano (ja) (PSJ)     | Kaneyasu Marutani (ja) (PSJ)    |                                 | Masaaki Takagi (ja) (PLD)       | Masami Kudō (ja) (PLD)          | 1983                            | Masamitsu Iwamoto (ja) (PLD) | Takakatsu Tsushima (ja) (PSJ)    |                                  | Sadako Ogasawara (PCJ)          |                                 |                                 |                                 |                                 |                                  |
| Shūji Kita (ja) (PLD)                                          | 1986                                                           | Hisamitsu Sugano (ja) (PSJ)     | Kaneyasu Marutani (ja) (PSJ)    |                                 | Takakatsu Tsushima (PSJ)        | Masami Kudō (ja) (PLD)          |                                 | Masamitsu Iwamoto (ja) (PLD) | Masaaki Takagi (PLD)             |                                  | Sadako Ogasawara (PCJ)          |                                 |                                 |                                 |                                 |                                  |
|                                                                | Yasuko Takemura (ja) (Ind.)                                    | Hisamitsu Sugano (ja) (PSJ)     |                                 | Shūji Kita (PLD)                | Takakatsu Tsushima (PSJ)        |                                 | Yūko Takasaki (ja) (PCJ)        | Masamitsu Iwamoto (ja) (PLD) | Masaaki Takagi (PLD)             | 1989                             | Sadako Ogasawara (PCJ)          |                                 |                                 |                                 |                                 |                                  |
| 1992                                                           | Yasuko Takemura (ja) (Ind.)                                    | Hisamitsu Sugano (ja) (PSJ)     |                                 | Shūji Kita (PLD)                | Hisashi Kazama (ja) (Kōmeitō)   |                                 | Yūko Takasaki (ja) (PCJ)        | Noriyuki Nakao (ja) (Ind.)   |                                  | Naoki Minezaki (ja) (PSJ)        |                                 | Masaaki Takagi (PLD)            |                                 |                                 |                                 |                                  |
|                                                                | Hisamitsu Sugano (PSJ)                                         |                                 | Katsuya Ogawa (ja) (Shinshintō) | –                               | –                               | –                               | –                               | Noriyuki Nakao (ja) (Ind.)   | 1995                             | Naoki Minezaki (ja) (PSJ)        |                                 | Masaaki Takagi (PLD)            |                                 |                                 |                                 |                                  |
| 1998                                                           | Hisamitsu Sugano (PSJ)                                         |                                 | Katsuya Ogawa (ja) (Shinshintō) | –                               | –                               | –                               | –                               | Naoki Minezaki (PDJ)         |                                  | Yoshio Nakagawa (ja) (PLD)       | –                               | –                               | –                               | –                               |                                 |                                  |
|                                                                | Chūichi Date (ja) (PLD)                                        |                                 | Katsuya Ogawa (PDJ)             | –                               | –                               | –                               | –                               | Naoki Minezaki (PDJ)         | 2001                             | Yoshio Nakagawa (ja) (PLD)       | –                               | –                               | –                               | –                               |                                 |                                  |
| 2004                                                           | Chūichi Date (ja) (PLD)                                        |                                 | Katsuya Ogawa (PDJ)             | –                               | –                               | –                               | –                               | Yoshio Nakagawa (PLD)        |                                  | Naoki Minezaki (PDJ)             | –                               | –                               | –                               | –                               |                                 |                                  |
|                                                                | Katsuya Ogawa (PDJ)                                            |                                 | Chūichi Date (PLD)              | –                               | –                               | –                               | –                               | Yoshio Nakagawa (PLD)        | 2007                             | Naoki Minezaki (PDJ)             | –                               | –                               | –                               | –                               |                                 |                                  |
| 2010                                                           | Katsuya Ogawa (PDJ)                                            | Gaku Hasegawa (ja) (PLD)        | Chūichi Date (PLD)              | –                               | –                               | –                               | –                               | Eri Tokunaga (PDJ)           |                                  |                                  | –                               | –                               | –                               | –                               |                                 |                                  |
|                                                                | Chūichi Date (PLD)                                             | Gaku Hasegawa (ja) (PLD)        |                                 | –                               | –                               | –                               | –                               | Eri Tokunaga (PDJ)           | Katsuya Ogawa (PDJ)              | 2013                             | –                               | –                               | –                               | –                               |                                 |                                  |
| 2016                                                           | Chūichi Date (PLD)                                             | Gaku Hasegawa (ja) (PLD)        |                                 | –                               | –                               | –                               | –                               | Eri Tokunaga (PDP)           | Katsuya Ogawa (PDJ)              |                                  | Yoshio Hachiro (PDP)            | –                               | –                               |                                 |                                 |                                  |
| Harumi Takahashi (PLD)                                         |                                                                | Gaku Hasegawa (ja) (PLD)        | Kenji Katsube (ja) (PDC)        |                                 | Tsuyohito Iwamoto (ja) (PLD)    | –                               | –                               | Eri Tokunaga (PDP)           | 2019                             |                                  | Yoshio Hachiro (PDP)            | –                               | –                               |                                 |                                 |                                  |
| Harumi Takahashi (PLD)                                         | 2022                                                           | Gaku Hasegawa (ja) (PLD)        | Kenji Katsube (ja) (PDC)        |                                 | Tsuyohito Iwamoto (ja) (PLD)    | –                               | –                               | Eri Tokunaga (PDC)           |                                  | Toshimitsu Funahashi (ja) (PLD)  |                                 | –                               | –                               |                                 |                                 |                                  |
| Harumi Takahashi (PLD)                                         | 2025                                                           | Gaku Hasegawa (ja) (PLD)        | Kenji Katsube (ja) (PDC)        |                                 | Tsuyohito Iwamoto (ja) (PLD)    | –                               | –                               | Eri Tokunaga (PDC)           |                                  | Toshimitsu Funahashi (ja) (PLD)  |                                 | –                               | –                               |                                 |                                 |                                  |